# Ali Mohamed Daoud
Ali Mohamed Daoud (* 28. August 1950 in Dschibuti) ist ein Politiker der Front pour la restauration de l’unité et la démocratie (Front für die Wiederherstellung der Einheit und Demokratie, FRUD) aus Dschibuti.

## Leben
Daoud absolvierte nach dem Besuch der Sekundarschule zwischen 1973 und 1976 eine Berufsausbildung zum Medizintechniker in Paris und war danach in diesem Beruf tätig. Zwischenzeitlich engagierte er sich zwischen 1975 und 1977 als Mitglied des Politbüros der Parti du Mouvement Populaire (PMP) im damaligen Französischen Afar- und Issa-Territorium.
Nachdem er sich in der Folgezeit nicht politisch engagierte, trat er 1994 der 1991 gegründeten Front pour la restauration de l’unité et la démocratie bei, die zwischen 1991 und 1994 im Dschibutischen Bürgerkrieg die Regierung von Staatspräsident Hassan Gouled Aptidon und dessen Einheitspartei Rassemblement populaire pour le progrès (RPP) bekämpfte. Unmittelbar nach seinem Beitritt wurde er 1994 auch Präsident der FRUD.
Nach dem Ende des Bürgerkrieges und der Bildung einer Koalition zwischen RPP und FRUD wurde Daoud am 8. Juni 1995 Minister für öffentliche Gesundheit und Soziales (Ministre de la Santé Publique et des Affaires Sociales) im Kabinett von Premierminister Barkat Gourad Hamadou. Nach einer Regierungsumbildung übernahm er anschließend in dessen Kabinett zwischen Mai 1999 und Juli 2001 das Amt des Ministers für Landwirtschaft, Viehzucht und das Meer sowie des Beauftragten Ministers für Wasserressourcen (Ministre de l’Agriculture, de l’Élevage et de la Mer, chargé des Ressources hydrauliques).
Am 19. Dezember 1999 wurde er als Kandidat der FRUD darüber hinaus erstmals zum Mitglied der Nationalversammlung gewählt und gehört dieser nach Wiederwahlen am 10. Januar 2003, 10. Februar 2008 und 20. Februar 2013 seither an. Während seiner Abgeordnetentätigkeit war er zeitweise Mitglied der Parlamentsausschüsse für Nationale Verteidigung und für Gesetzgebung und Allgemeine Verwaltung sowie Mitglied des Obersten Gerichtshofes (Haute Cour de Justice).